# Meriones hurrianae
Meriones hurrianae is een zoogdier uit de familie van de Muridae. De wetenschappelijke naam van de soort werd voor het eerst geldig gepubliceerd door Jordon in 1867.

## Voorkomen
De soort komt voor in India, Iran en Pakistan.